# Márcio Silvio Tôrres de Miranda
Márcio Silvio Tôrres de Miranda é um político brasileiro do estado de Minas Gerais. Foi deputado estadual em Minas Gerais na 12ª legislatura (1991-1995), sendo eleito pelo PRN.